# Katoka
Katoka est une commune de la ville de Kananga en république démocratique du Congo. 